# Xã Buffalo May, Quận McDonald, Missouri
Xã Buffalo May (tiếng Anh: Buffalo May Township) là một xã thuộc quận McDonald, tiểu bang Missouri, Hoa Kỳ. Năm 2010, dân số của xã này là 490 người.